# Persone di cognome Browne
| Questa pagina contiene informazioni ricavate automaticamente dalle voci biografiche con l'ausilio del template Bio e di un bot. L'aggiornamento è periodico e automatico e ricostruisce completamente la pagina. Se manca una persona in questa lista, sei pregato di non aggiungerla, ma accertati piuttosto che la sua voce biografica contenga il template Bio e che i dati anagrafici siano correttamente compilati. Se il template Bio manca, inseriscilo tu stesso o, in alternativa, metti l'avviso {{tmp\|Bio}} che ne segnala la mancanza. Se i dati riportati sono sbagliati, correggi direttamente la voce biografica; le modifiche saranno visibili in questa lista entro pochi giorni. Per chiarimenti vedi il progetto antroponimi. La lista contiene solo le 52 persone che sono citate nell'enciclopedia e per le quali è stato implementato correttamente il template Bio. Pagina aggiornata al 17 ott 2024. |

Questa è una lista di persone presenti nell'enciclopedia che hanno il cognome Browne, suddivise per attività principale.

## Architetti(1)
- George Browne, architetto irlandese (Belfast, n. 1811 - Montréal, † 1885)

## Artisti marziali misti(1)
- Travis Browne, artista marziale misto statunitense (Oahu, n. 1982)

## Attivisti(1)
- Henry Browne Blackwell, attivista statunitense (Bristol, n. 1825 - † 1909)

## Attori(2)
- Roger Browne, attore statunitense (Cincinnati, n. 1930 - Burbank, † 2024)
- Roscoe Lee Browne, attore e doppiatore statunitense (Woodbury, n. 1922 - Los Angeles, † 2007)

## Attrici(3)
- Coral Browne, attrice australiana (Melbourne, n. 1913 - Los Angeles, † 1991)
- Kathie Browne, attrice statunitense (San Luis Obispo, n. 1929 - Beverly Hills, † 2003)
- Lucile Browne, attrice statunitense (Memphis, n. 1907 - Lexington, † 1976)

## Calciatori(6)
- Alan Browne, calciatore irlandese (Cork, n. 1995)
- David Browne, calciatore papuano (Port Moresby, n. 1995)
- Gary Browne, calciatore nordirlandese (Dundonald, n. 1983)
- Gerry Browne, ex calciatore trinidadiano (n. 1944)
- Jamie Browne, calciatore americo-verginiano (Basseterre, n. 1989)
- Rhys Browne, calciatore antiguo-barbudano (Romford, n. 1995)

## Cantanti(1)
- Polly Brown, cantante britannica (Birmingham, n. 1947)

## Cantautori(1)
- Jackson Browne, cantautore statunitense (Heidelberg, n. 1948)

## Cardinali(1)
- Michael Browne, cardinale e arcivescovo cattolico irlandese (Grangemockler, n. 1887 - Roma, † 1971)

## Cestisti(1)
- Jim Browne, cestista statunitense (Midlothian, n. 1930 - Titusville, † 2003)

## Compositori(1)
- John Browne, compositore inglese

## Danzatrici(1)
- Leslie Browne, ballerina e attrice statunitense (Phoenix, n. 1957)

## Drammaturghi(1)
- Porter Emerson Browne, commediografo statunitense (Beverly, n. 1879 - Norwalk, † 1934)

## Esploratori(1)
- William George Browne, esploratore inglese (Great Tower Hill, n. 1768 - † 1813)

## Filosofi(1)
- Thomas Browne, filosofo e scrittore britannico (Londra, n. 1605 - Norwich, † 1682)

## Fondiste(1)
- Cendrine Browne, fondista canadese (Barrie, n. 1993)

## Fumettisti(3)
- Chris Browne, fumettista statunitense (South Orange, n. 1952 - Sioux Falls, † 2023)
- Dik Browne, fumettista e illustratore statunitense (New York, n. 1917 - Sarasota, † 1989)
- Chance Browne, fumettista, musicista e pittore statunitense (New York, n. 1948 - † 2024)

## Generali(1)
- Sam Browne, generale britannico (n. 1824 - † 1901)

## Giocatori di baseball(1)
- George Browne, giocatore di baseball statunitense (Richmond, n. 1876 - Hyde Park, † 1920)

## Giornalisti(1)
- Malcolm Browne, giornalista e fotografo statunitense (New York, n. 1931 - Hanover, † 2012)

## Illustratori(1)
- Phiz, illustratore britannico (Lambeth, n. 1815 - Londra, † 1882)

## Mezzosoprani(1)
- Sandra Browne, mezzosoprano trinidadiana (Point Fortin, n. 1947)

## Militari(1)
- Maximilian Ulysses Browne, militare irlandese (Basilea, n. 1705 - Praga, † 1757)

## Nobildonne(1)
- Mabel Browne, nobildonna inglese (n. 1536 - † 1610)

## Nobili(2)
- Anthony Browne, I visconte Montagu, nobile e politico inglese (Inghilterra, n. 1528 - West Horsley, † 1592)
- Tara Browne, nobile inglese (Londra, n. 1945 - Londra, † 1966)

## Pallanuotisti(1)
- Clement Browne, pallanuotista statunitense (Freetown, n. 1896 - Manhattan, † 1964)

## Pistard(1)
- Ian Browne, pistard australiano (Melbourne, n. 1931 - Melbourne, † 2023)

## Poeti(1)
- William Browne, poeta britannico (Tavistock, n. 1590 - Ottery Saint Mary, † 1645)

## Politici(3)
- Gaston Browne, politico antiguo-barbudano (Potters Village, n. 1967)
- Isaac Hawkins Browne, politico e poeta inglese (Burton upon Trent, n. 1705 - Bloomsbury, † 1760)
- William Montague Browne, politico e militare statunitense (Contea di Mayo, n. 1823 - Athens, † 1883)

## Pugili(1)
- Lucas Browne, pugile e artista marziale misto australiano (Auburn, n. 1979)

## Scacchisti(1)
- Walter Browne, scacchista australiano (Sydney, n. 1949 - Las Vegas, † 2015)

## Scrittori(1)
- Thomas Alexander Browne, scrittore australiano (Londra, n. 1826 - Melbourne, † 1915)

## Sensitive(1)
- Sylvia Browne, sensitiva, saggista e insegnante statunitense (Kansas City, n. 1936 - San Jose, † 2013)

## Storiche(1)
- Janet Browne, storica e docente britannica (n. 1950)

## Tenniste(1)
- Mary Browne, tennista statunitense (Contea di Ventura, n. 1891 - Laguna Hills, † 1971)

## Tennisti(1)
- Federico Browne, ex tennista argentino (Buenos Aires, n. 1976)

## Teologi(1)
- Robert Browne, teologo britannico (Tolethorpe, n. 1550 - Northampton, † 1633)

## Umoristi(1)
- Charles Farrar Browne, umorista statunitense (Waterford, n. 1834 - Southampton, † 1867)

## Senza attività specificata(1)
- Edward Granville Browne, iranista britannico (Stouts Hill, n. 1862 - Cambridge, † 1926)